# Печёночные сосальщики
Печёночные сосальщики — плоские черви из подкласса дигенетических сосальщиков, паразитирующие в печени и желчных путях теплокровных животных и человека. Имеет основного и промежуточного хозяина. Яйца откладывает в теле основного хозяина.

## Представители
Эта полифилетическая группа не является таксоном и включает многие виды из разных родов:
- Clonorchis sinensis (китайский, или восточный сосальщик);
- Dicrocoelium lanceatum (ланцетовидный сосальщик);
- Dicrocoelium hospes;
- Fasciola hepatica (овечья печеночная двуустка);
- Fascioloides magna (гигантский печеночный сосальщик);
- Fasciola gigantica;
- Fasciola jacksoni;
- Metorchis conjunctus;
- Metorchis albidus;
- Protofasciola robusta;
- Parafasciolopsis fasciomorphae;
- Opisthorchis viverrini;
- Opisthorchis felineus (кошачья двуустка, сибирский сосальщик);
- Opisthorchis guayaquilensis.

## Общая характеристика
У печеночных сосальщиков листовидное тело, длина может доходить до 5 сантиметров (печеночная двуустка). Имеют две присоски: ротовую и брюшную. Тело покрыто тегументом: особым покровом у паразитических плоских червей, защищающим от воздействия желчи. Органы осязания находятся в эпителии. Пищеварительная система слепо замкнутая, имеет две ветви. Рот на передней присоске. Нервная система представлена в виде окологлоточного нервного кольца и трёх пар нервных стволов. Анаэробный метаболизм, основанный на молочнокислом брожении (по некоторым данным возможно фумаратное дыхание). Мариты печеночных сосальщиков — гермафродиты с перекрестным оплодотворением.

## Заболевания
Печёночные сосальщики семейства Fasciolidae вызывают фасциолёз с печёночными коликами и холециститом, распространена среди овец, взрослая особь — гермафродит, в длину обычно достигает 3 см, в ширину — 1.3 см. Китайский печёночный сосальщик в длину достигает 1—2,5 см в ширину — 3—5 мм.
Печёночные сосальщики отряда Opisthorchis вызывают описторхоз, симптомы ранней стадии — увеличение печени, гипертермия, аллергические реакции и нарушения работы ЖКТ; симптомы поздней стадии — отдающие в спину боли, желчная колика, головные боли и головокружения, бессонница. Лечение производится противогельминтными, желчегонными и ферментными препаратами.
Печёночные сосальщики семейства Dicrocoeliidae вызывают дикроцелиоз.

## Распространение
Половозрелая особь (марита) всегда обитает в организме позвоночного животного. Она выделяет яйца. Для дальнейшего развития яйцо должно попасть в воду, где из него выходит личинка — мирацидий. Личинка имеет светочувствительные глазки и реснички, способна самостоятельно отыскивать промежуточного хозяина (например, малого прудовика), используя при этом различные виды таксиса. Мирацидий должен попасть в организм брюхоногого моллюска, строго специфичного для данного вида паразита. В его организме личинка превращается в материнскую спороцисту, которая претерпевает наиболее глубокую дегенерацию. Она имеет только женские половые органы, поэтому и размножается только партеногенетически.
При её размножении формируются многоклеточные редии, которые также размножаются партеногенезом. Последнее поколение редий может генерировать церкарии. Они покидают организм моллюска и для дальнейшего развития должны попасть в тело окончательного или второго промежуточного хозяина. В первом случае церкарии либо активно внедряются в организм окончательного хозяина, либо инцистируются на траве и заглатываются с нею.
Во втором случае церкарии ищут тех животных, которые используются основным хозяином в пищу, и формируют в их теле покоящиеся стадии — инцистированные метацеркарии. Основная масса церкариев погибает, не попав в организм основного хозяина, так как они неспособны к активному поиску, либо попадают в организм тех видов, развитие в которых невозможно. Способность паразита размножаться на личиночных стадиях значительно увеличивает его популяцию.
После проникновения в организм окончательного хозяина инвазионные стадии сосальщиков мигрируют в нём и находят нужный для дальнейшего развития орган. Там они достигают половой зрелости и обитают.
Миграция по организму сопровождается явлениями тяжёлой интоксикации и аллергическими проявлениями.
Заболевания, вызываемые сосальщиками, носят общее название трематодозов.

## Цикл развития
Жизненные циклы разных родов различаются. У видов рода Fasciola развитие происходит с одним промежуточным хозяином (пресноводной улиткой), а заражение окончательного хозяина происходит при проглатывании с водой или поедании с прибрежными растениями покоящейся стадии — адолескарии. У видов, относящихся к родам Opisthorchis и Clonorchis, вторым промежуточным хозяином выступает пресноводная рыба, а заражение окончательного хозяина происходит при поедании сырой рыбы с инвазионными стадиями. У видов рода Dicrocoelium промежуточными хозяевами служат наземные лёгочные улитки и муравьи, а заражение окончательного хозяина (как правило, травоядного) происходит при поедании с травой заражённого муравья.